# ラヴソング (ONE☆DRAFTの曲)
「ラヴソング」は、J-POPグループ・ONE☆DRAFTの2枚目のシングルである。2007年11月21日発売。発売元はソニー・ミュージックアソシエイテッドレコーズ。

## 概要
- 前作「フルサト」から約8ヶ月ぶりのリリース。
- デビュー曲「フルサト」が上半期USEN総合チャートで5位を記録、次作「SUMMER DAYZ」も高校野球地区大会の中継テーマソングとしてTV局10局に抜擢されるなど、好調な中でのリリースとなった。

## 収録曲
1. ラヴソング
  - 作詞・作曲：LANCE／編曲：CHOKKAKU
  - 昔の恋人に手紙をつづるつもりで書いた曲だという。
2. 花
  - 作詞・作曲：LANCE、RYO／編曲：塩川満己
  - 二胡を使った楽曲。
3. ラヴソング -instrumental-
4. 花 -instrumental-

## タイアップ
ラヴソング
- テレビ朝日系「週刊プレイガール」エンディングテーマ
- 中国放送「TIMの神様の宿題」エンディングテーマ
- 琉球朝日放送「チャーガンジューTV」エンディングテーマ